# Fred MacMurray
Frederick Martin "Fred" MacMurray (Kankakee, 1908. augusztus 30. – Santa Monica, 1991. november 5.) amerikai színész, aki közel fél évszázados pályafutása alatt megjelent több mint 100 filmben és sikeres televíziós sorozatban, 1930-tól az 1970-es évekig.

## Fiatalkora
Frederick Martin MacMurray néven született Kankakee-ben (Illinois állam), Maleta (Martin) és Frederick MacMurray gyermekeként. Nagynénje Fay Holderness, vaudeville előadóművész és színésznő volt. MacMurray kétéves volt, amikor a családjával együtt Madisonba (Wisconsin) költözött, majd később Beaver Damben telepedtek le (Wisconsin), ahol édesanyja 1880-ban született.  Rövid iskolai éveit Quincy-ben (Illinois) töltötte, majd szerzett egy teljes ösztöndíjat, hogy a Carroll Collegeben (most Carroll University), folytassa tanulmányait. MacMurray ott számos helyi zenekarban vett részt, ahol szaxofonon játszott. Diplomát azonban nem szerzett.

## Karrierje

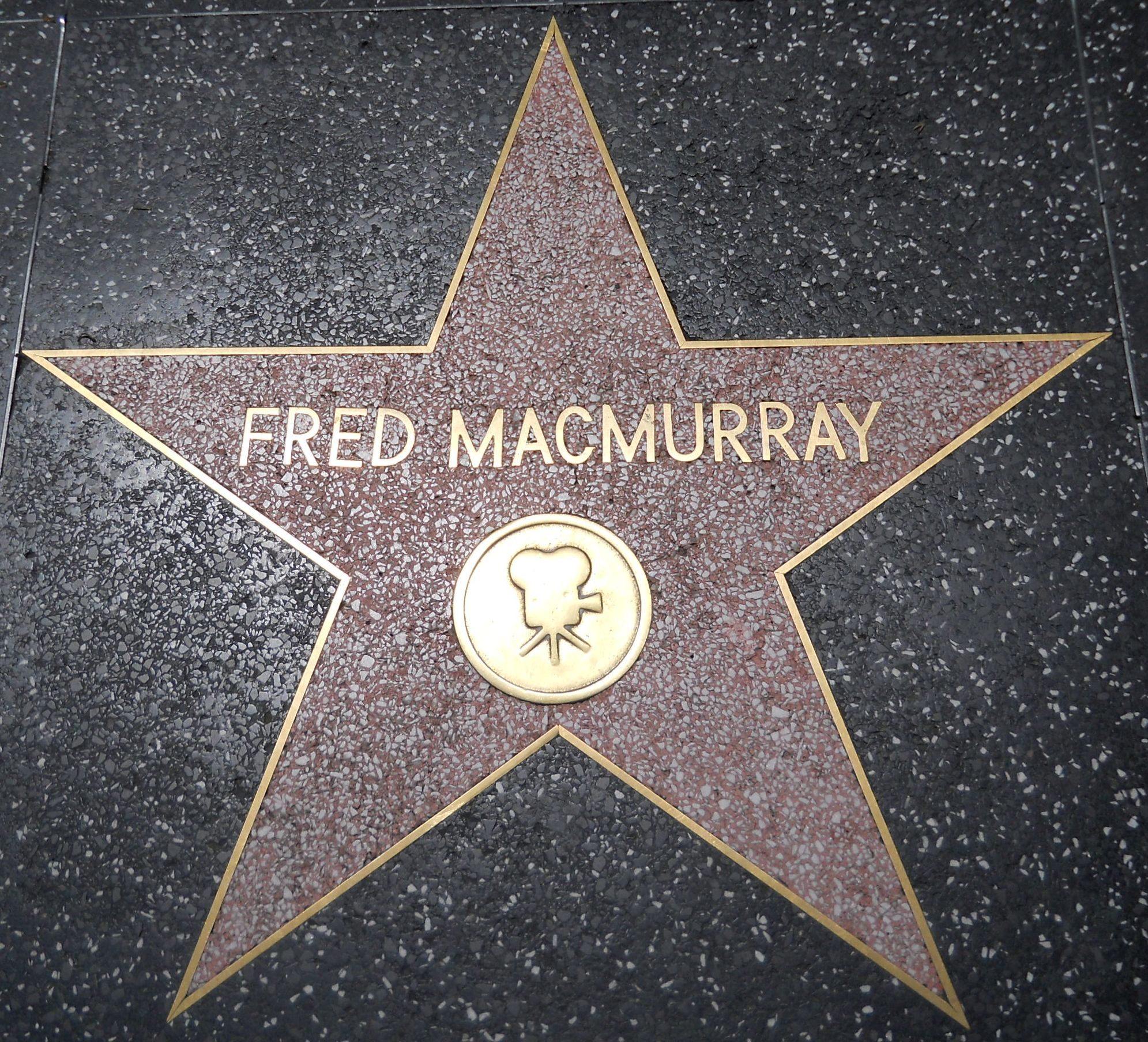
Fred MacMurray csillaga a Hollywoodi hírességek sétányán)

1930-ban MacMurray, a filmes pályája előtt, kiemelt énekesként klarinéton és tenorszaxofonon játszott Gus Arnheim korai népszerű zenekarában, köztük az "All I Want Is Just One Girl" c. zenei felvételében, valamint egy másik zenekar vezető, George Olsen "I'm In The Market For You" dalában. A Paramount Pictures aláírása előtt, 1934-ben megjelent a Broadway-n a Three's a Crowdban (1930-1931), és a Roberta (1933-1934) c. musicalben Sydney Greenstreet és Bob Hope mellett.
MacMurray ezután filmezésbe kezdett, olyan filmrendezőkkel, mint Billy Wilder és Preston Sturges, továbbá számos filmes személyiséggel, mint Barbara Stanwyck, Humphrey Bogart, Marlene Dietrich, és Claudette Colbert, akivel hét különböző közös filmszerepe volt, kezdve a The Gilded Lilyvel (1935).
1935-ben már Katharine Hepburn oldalán tűnt fel az Alice Adamsben (1935), Joan Crawforddal a Gyanún felül (1943), és Carole Lombarddal négy filmben, ezek: Hands Across the Table (1935), The Princess Comes Across (1936), Swing High, Swing Low (1937), és a True Confession (1937).
Ismertebb filmszerepei csak ezután jöttek: az 1944-es Gyilkos vagyok c. film Walter Neff biztosítási ügynöke, és az 1954-es Zendülés a Caine hadihajón film cinikus, kétszínű hadnagya.
1958-ban mint vendég szerepelt az NBC's Cimarron City vadnyugati sorozat premier epizódjában.
1959-ben karrierje kezdett felfelé irányulni, amikor egy népszerű Disney Studio komédiában játszhatott, először az Egy bozontos eb-ben.
Legismertebb filmes főszerepe Ned Brainard professzor az 1961-es Szórakozott professzor és annak folytatásában, az 1963-as Vigyázat, feltalálóban. Alakításáért Golden Globe-díjra jelölték, a legjobb férfi főszereplő kategóriában.
1972 után már csak néhány filmszerepe volt, majd 1978-ban visszavonult.
1987-ben ő volt az első, akit Disney Legenda díjjal ismertek el, mivel hét népszerű élőszereplős munkájával rengeteget járult hozzá a cég sikeréhez.

## Magánélete
MacMurray kétszer volt házas. Ez idő alatt négy gyermeket fogadott örökbe.
1936. június 20-án vette el első feleségét, Lillian Lamont-ot, akivel együtt örökbe fogadott két gyermeket: Susant (1940) és Robertet (1946).
Miután Lamont 1953. június 22-én meghalt rákban, 1954-ben feleségül vette June Haver színésznőt. A következő évben Haver és ő örökbe fogadott két ikergyermeket, Katherine-t és Laurie-t (1956). Ez a házassága a haláláig tartott.
Hűséges támogatója volt a Republikánus Pártnak.

## Betegsége és halála

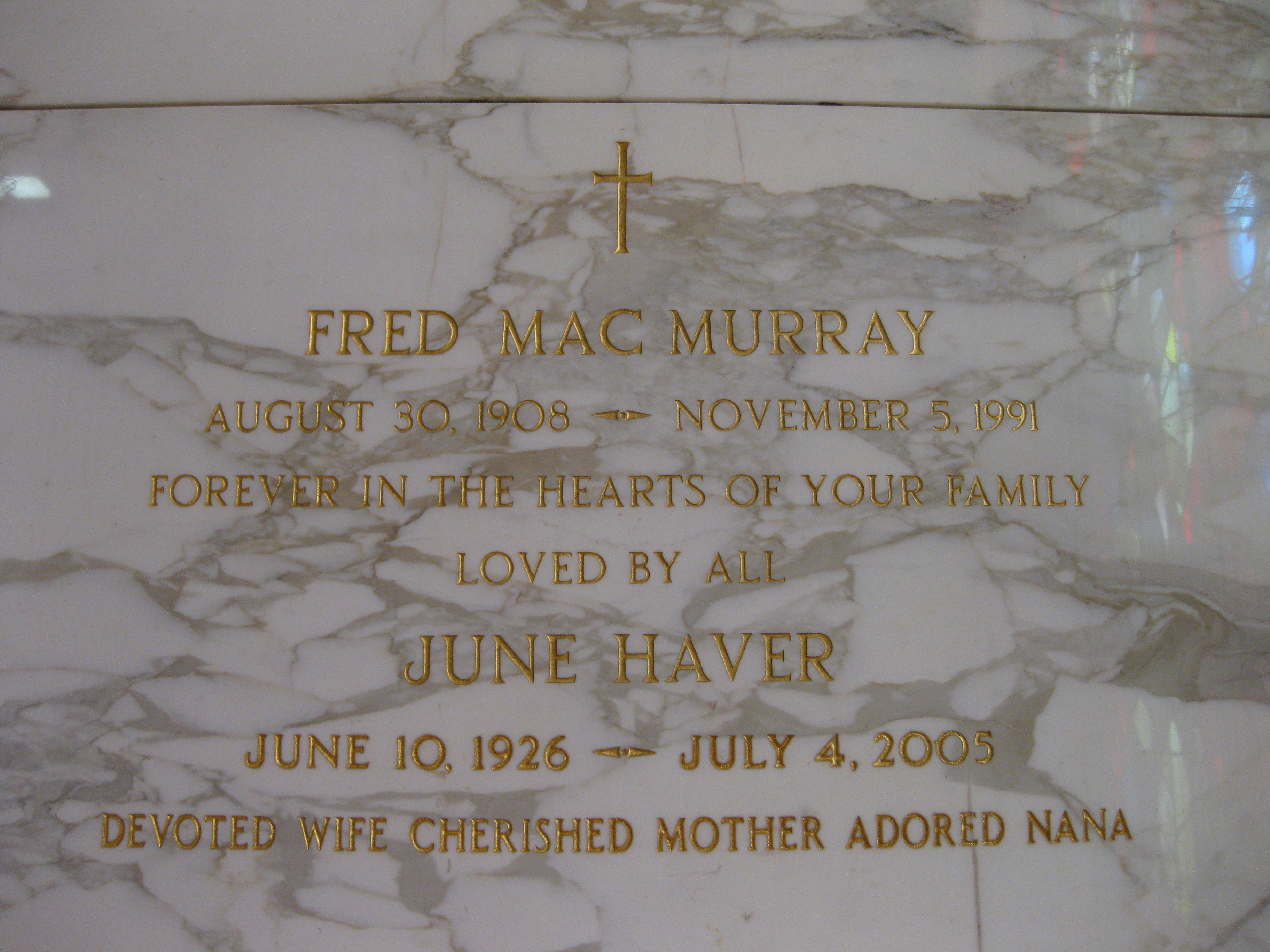
Fred MacMurray és felesége, June Haver sírja a Holy Cross Temetőben

MacMurray az 1970-es években torokráktól szenvedett, és ez 1987-ben újra megjelent. 1988 karácsonyán súlyos agyvérzést kapott, emiatt a jobb oldalára lebénult, valamint beszéd működése is romlott, bár egy terápiának köszönhetően 90%-osan még képes volt beszélni.
Továbbá több mint egy évtizedig leukémiával is küzdött, végül 1991 novemberében halt meg tüdőgyulladásban, a kaliforniai Santa Monicában. Nyughelye a Holy Cross Temetőben található, a kaliforniai Culver Cityben.

## Filmográfia
- 1978 - Rajzás (The Swarm)
- 1973 - Charley és az őrangyal ... Charley Appleby
- 1967 - A boldog milliomos (The Happiest Millionaire)
- 1966 - Utánam, fiúk! ... Lemuel Siddons
- 1964 - Kisses for My President
- 1963 - Vigyázat, feltaláló! (Son of Flubber) ... Ned Brainard professzor
- 1962 - Bon Voyage!
- 1961 - A szórakozott professzor (The Absent Minded Professor) ... Ned Brainard professzor
- 1960 - Legénylakás (The Apartment)
- 1959 - Egy bozontos eb ... Wilson Daniels
- 1955 - A távoli látóhatár (The Far Horizons)
- 1955 - Árvíz Indiában (The Rains of Ranchipur)
- 1954 - Zendülés a Caine hadihajón (The Caine Mutiny) ... Tom Keefer hadnagy
- 1948 - Családi nászút ... Grant Jordan
- 1947 - A tojás és én (The Egg and I) ... Bob MacDonald
- 1946 - A hallgatag bosszúálló (Smoky) ... Clint Barkley
- 1944 - Gyilkos vagyok (Double Indemnity) ... Walter Neff biztosítási ügynök
- 1943 - Gyanún felül (Above Suspicion) ... Richard Myles
- 1941 - Zuhanóbombázók (Dive Bomber) ... Joe Blake, századparancsnok
- 1940 - A holnap hajósa ... Charles Brownne
- 1940 - Emlékezz az éjszakára (Remember the Night) ... John Sargent ügyvéd
- 1938 - Repülő ember ... Pat Falconer
- 1936 - The Texas Rangers ... Jim Hawkins
- 1936 - Trail of the Lonesome Pine ... Jack Hale
- 1935 - Alice Adams ... Arthur Russell

## Díjak és jelölések
Golden Globe-díj
- jelölés: a legjobb férfi főszereplő - A szórakozott professzor

## Fordítás
Ez a szócikk részben vagy egészben  a   Fred MacMurray című angol Wikipédia-szócikk fordításán alapul.  Az eredeti cikk szerkesztőit annak laptörténete sorolja fel. Ez a jelzés csupán a megfogalmazás eredetét és a szerzői jogokat jelzi, nem szolgál a cikkben szereplő információk forrásmegjelöléseként.